# José María Bris Gallego
José María Bris Gallego (Jadraque, 7 de marzo de 1937) es un ingeniero técnico forestal y político conservador español. Ha sido diputado al Congreso, senador, diputado en las Cortes de Castilla-La Mancha y alcalde de Guadalajara.

## Biografía
Nacido el 7 de marzo de 1937 en la localidad de Jadraque (y bautizado debajo de la escalera), provincia de Guadalajara, estudió el bachillerato en su casa y Madrid, e ingresó en 1957 en la Escuela de Ingenieros Técnicos Forestales (EITF) para finalizar sus estudios en 1962. Hasta 1964, año en que accede a la función pública como ingeniero del Ministerio de Hacienda, fue profesor de la Escuela de Ingenieros de Montes y dirigió la EITF. De 1965 a 1972 trabajó destinado en la provincia de Orense, y a partir de entonces en la provincia de Guadalajara. Durante el inicio de la Transición política se incorporó al Partido Demócrata Cristiano fundado por Fernando Álvarez de Miranda, del que fue su representante en Guadalajara al tiempo de la fusión con el resto de formaciones políticas que crearían la Unión de Centro Democrático (UCD). Fue elegido diputado al Congreso en 1979 dentro de la candidatura de UCD por la circunscripción de Guadalajara. Con la desintegración de la formación centrista tras el fracaso electoral de 1982, terminó por ingresar en Alianza Popular (luego, Partido Popular), formaciones con las que fue elegido concejal del Ayuntamiento de Guadalajara y vicepresidente de la Diputación. También fue senador durante cuatro legislaturas (III, IV, V y VI Legislatura; de 1986 a 2000). Concejal desde 1983, en 1992 accedió a la alcaldía de Guadalajara, cargo que mantuvo hasta 2003. También fue diputado regional en la VI y VII legislaturas autonómicas de las Cortes de Castilla-La Mancha. En 2012, durante la presidencia de la Junta de Comunidades de Castilla-La Mancha de María Dolores de Cospedal, Bris Gallego fue nombrado presidente de la Junta del parque natural de la Sierra Norte de Guadalajara y de la Junta Rectora del parque natural del Barranco del Río Dulce.